# Bowiea
Bowiea é um género botânico pertencente à família Asparagaceae.

## Espécies
- Bowiea volubilis Harv.